# أتسوشي مورياما
أتسوشي مورياما (باليابانية: 森山 敦司) (13 أبريل 1977 في شيزوكا في اليابان – )؛ هو لاعب كرة قدم سابق كان يلعب كلاعب وسط.